# 霍尔茨盖林根
霍尔茨盖林根（德語：Holzgerlingen，發音：[hɔltsˈɡɛʁlɪŋən] ⓘ）是德国巴登-符腾堡州斯图加特行政区伯布林根县的城市，面积13.39平方千米，2023年12月31日人口为13,841人。